# Miniokružní křižovatka

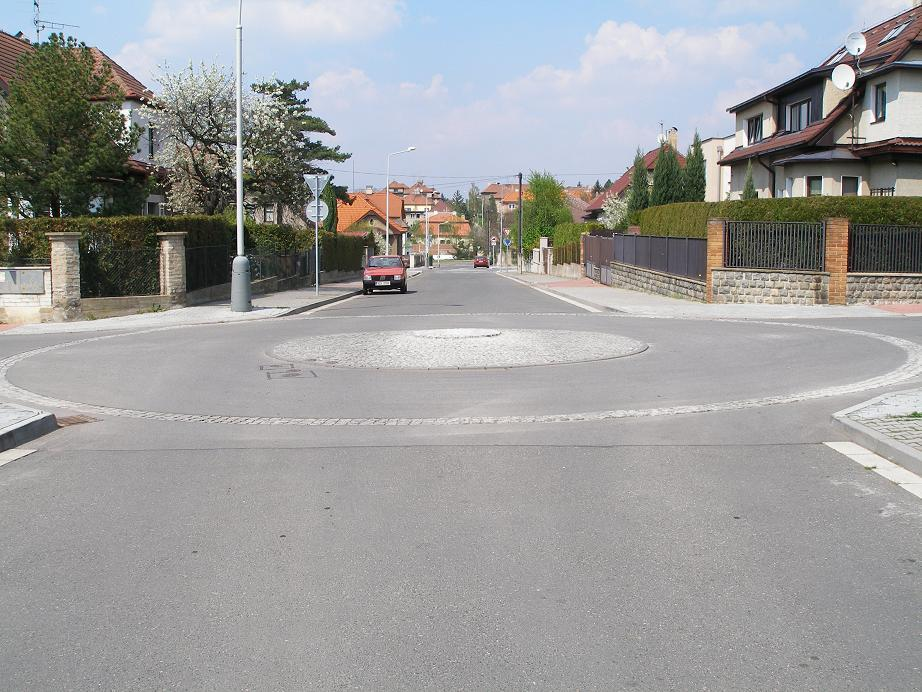
Miniokružní křižovatka (Praha 4 - Modřany)

Miniokružní křižovatka je taková silniční okružní křižovatka (kruhový objezd), jejíž vnější průměr činí maximálně 23 metrů. Využívá se v intravilánech obcí.

## Popis
Od okružní křižovatky se odlišuje nejen svou velikostí (vnějším průměrem), ale také skutečností, že má vždy zpevněný středový ostrov, který je možné projíždět. Zpevnění je ale provedeno obvykle z hrubšího materiálu, což výrazně snižuje komfort jízdy osobních automobilů při jeho přejíždění. Ty proto raději zvolí objezd středového prstence po okružním jízdním pásu. Naproti tomu větší automobily (nákladní, sanitní či požární vozy, popeláři apod.) mohou křižovatkou projet, a to tak, jako by se ani o okružní křižovatku nejednalo - přejíždějí přes zpevněný středový ostrov.
Česká pravidla silničního provozu miniokružní křižovatku nezmiňují a zavádějí pouze jednotný termín kruhový objezd, přičemž obecná úprava provozu na velikosti a typu objezdu nezáleží.

## Výhody
Mezi výhody miniokružních křižovatek lze uvést:
- zklidnění dopravy
- vhodný prvek do obytných zón
- zvýšení bezpečnosti a plynulosti silničního provozu (přinucení řidičů ke snížení rychlosti)
- menší zábor území v porovnání s okružní křižovatkou (na miniokružní křižovatku tak lze přebudovat stávající klasickou křižovatku)
- vzhledem k průjezdu křižovatkou v relativně malých rychlostech zde většinou dochází jen k malým nehodám pouze s hmotnou škodou
- významný urbanistický městotvorný prvek navozující dojem náměstí
- křižovatka působí jako orientační bod (jasnější je informace: „Na kruháči zahněte vpravo.“ než údaj: „Na páté křižovatce zahněte doprava.“)

## Nevýhody
- ztížená možnost preference městské hromadné dopravy
- pod plochou okružní křižovatky není vhodné vést technickou městskou infrastrukturu, neboť by v případě nehody na této infrastruktuře hrozila nutnost uzavření celé křižovatky
- citlivá reakce na průjezd rozlehlejších automobilů (nákladních atd.), protože nákladní souprava během průjezdu křižovatkou blokuje všechny ostatní vjezdy, což vede ke snížení kapacity křižovatky
- snížení komfortu pro cestující v prostředcích městské hromadné dopravy, pokud by autobus či trolejbus přejížděl střední prstenec (nebezpečí se lze při návrhu miniokružní křižovatky vyhnout zvětšením jejího vnějšího průměru až k 23 metrům)
- relativní neznalost tohoto řešení způsobená zatím poměrně malým rozšířením tohoto prvku na silniční síti v České republice

## Příklady v Česku

### Praha
- křižovatka ulic Písková a Na Havránce
- křižovatka ulic Nad Ražákem a Na Havránce
- křižovatka ulic Pacovská a Dudínská
- křižovatka ulic Marie Podvalové a Marty Krásové
- křižovatka ulic Národních hrdinů a Nad Rybníkem
- ulice Hakenova
- křižovatka ulic Na Svěcence, Šanovská a Závrchy
- křižovatka ulic Pikrtova a Doudlebská

### Ostrava
- křižovatka ulic 30. dubna a Přívozská
- křižovatka ulic Na Jízdárně a Dr. Malého

### Plzeň
- křižovatka ulic Mohylová a Na Dlouhých

### Pardubice
- křižovatka ulic Jiřího Potůčka a Poděbradská

### Hradec Králové
- křižovatka ulic Sladkovského a Nádražní

### Litomyšl
- křižovatka ulic 17. listopadu a Dukelská

### Jablonec nad Nisou
- křižovatka ulic Novoveská, K Černé studnici a U Zastávky

### Strakonice
- křižovatka Bavorovy ulice a Velkého náměstí

### Řečice
- křižovatka místních komunikací

### Ostrov u Macochy
- křižovatka místních komunikací, s průměrem menším než 7 metrů.[2]

## Standardizace – Česká republika
- ČSN 73 6102 Projektování křižovatek na pozemních komunikacích
- Technické podmínky TP 135 Projektování okružních křižovatek Archivováno 6. 8. 2020 na Wayback Machine. na silnicích a místních komunikacích, 09/2005, V-projekt s. r. o. Ostrava